# San Marcos (California)
San Marcos es una ciudad localizada en el norte del condado de San Diego, California, EE. UU.. Al 2006, la ciudad tenía una población total de 76,725. En las afueras de la región de San Diego, está la Universidad Estatal de California, San Marcos.

## Historia
Según algunas leyendas históricas, los rebaños de la Misión de San Luis Rey de Francia fueron robados por un pequeño grupo de nativos americanos a finales del siglo XVIII. Huyendo de las tropas españolas, los nativos americanos escaparon a las colinas. En torno a 1797, mientras los perseguían, los españoles llegaron a un valle fértil, al que bautizaron como Los Vallecitos de San Marcos, en honor al día del descubrimiento, el 25 de abril, onomástica de San Marcos. Allí vivían los indios shoshones, nómadas a los que los españoles llamaban luiseños por vivir cerca de la Misión. Al contrario que en otros casos, estos indios atacaron en varias ocasiones la fundación religiosa, lo que hizo que las tropas españolas tuvieran que perseguirlos para frenar los asaltos. 
El 22 de abril de 1840, el gobernador Juan Bautista Alvarado otorgó el Rancho Vallecitos de San Marcos a su pariente, José María Alvarado, quien murió en la Masacre de Pauma en 1846, y la tierra quedó entonces en manos de su esposa, la cual, a su vez, se la vendió más tarde a Lorenzo Soto. A finales de la década de 1850, Soto vendió parte de sus tierras a Cave Couts, y su familia pronto se dedicó a la cría de ganado. Aunque Cave Couts era el propietario del terreno, el mayor Gustavus French Merriam, de Topeka (Kansas), estableció el primer asentamiento permanente. Merriam se asentó en 160 acres (0,65 km²) al norte del valle de Twin Oaks y comenzó la producción de vino y miel. 

## Geografía
San Marcos está localizada en las coordenadas 33°8′31″N 117°10′13″O / 33.14194, -117.17028 (33.142077, -117.170233).
Según la Oficina del Censo de los Estados Unidos, la ciudad tenía un área total de 61.7 km² (23.8 mi²).  61.5 km² (23.8 mi²) era tierra y 0.2 km² (0.1 mi²) era agua (0.29%).

## Gobierno
San Marcos está gobernada por un sistema de consejo. El consejo de la ciudad consiste del alcalde y cuatro miembros concejales,  que son elegidos cada cuatro años. El actual alcalde es Jim Desmond y el vicealcalde es Hal Martin. Los actuales concejales son Rebecca Jones, Chris Orlando y Mike Preston. El actual administrador de la ciudad es Paul Malone.

## Demografía

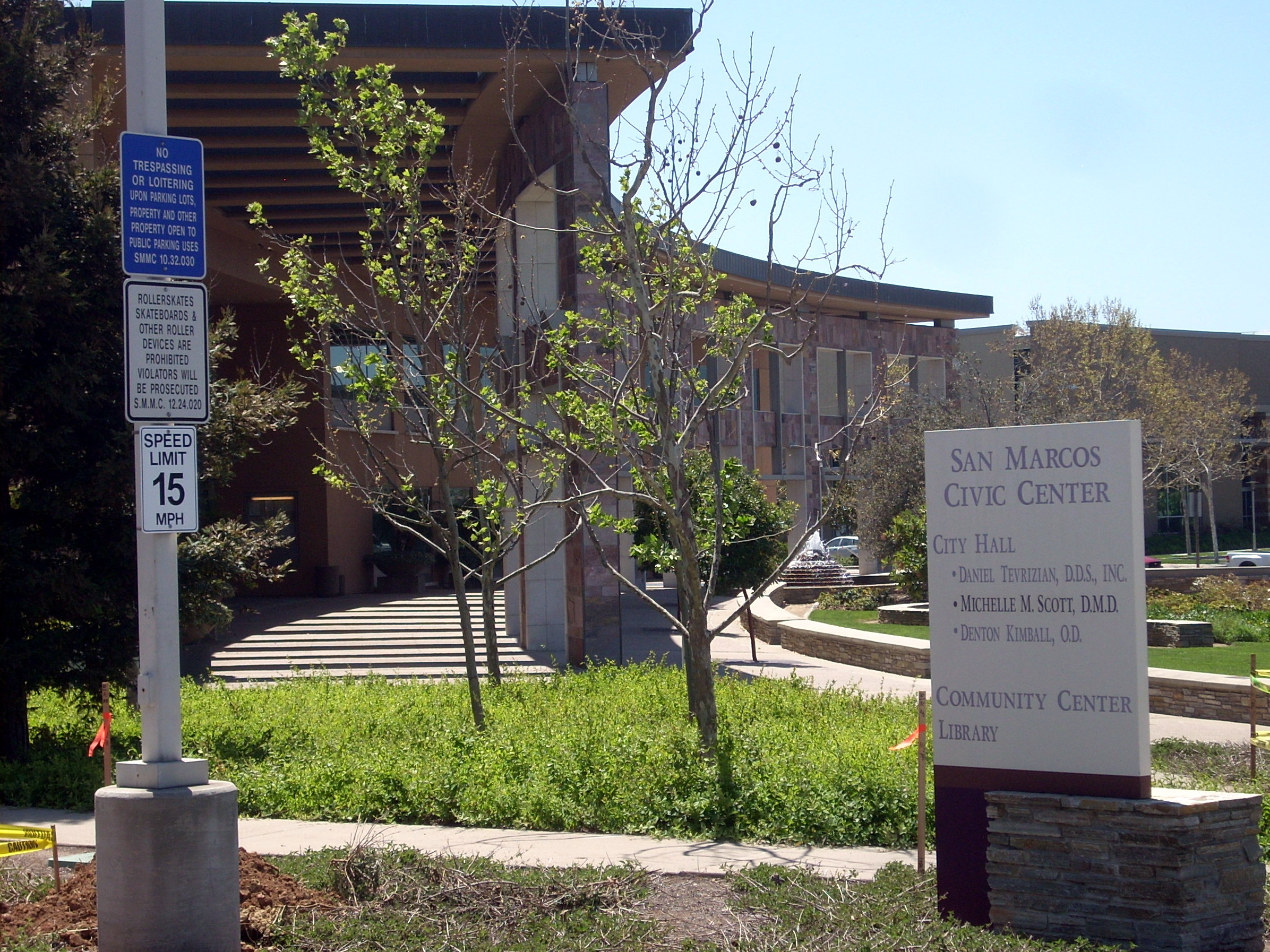
San Marcos Civic Center es la biblioteca y el ayuntamiento de la ciudad.

En el censo del año 2000, había 54.977 personas, 18.111 hogares, y 13.221 familias residiendo en la ciudad. La densidad poblacional era de 893,4/km² (2.314,3/mi²). Había 18.862 unidades de vivienda en una densidad promedio de 306,5/km² (794,0/mi²). La composición racial de la ciudad era la siguiente: blancos (53,87 % de la población); afroamericanos (1,82 %); amerindios (0,39 %); asiáticos (4,55 %); isleños (0,22 %); personas de otras razas (0,07 %); individuos de dos o más razas (2,20 %). Los hispanos de cualquier raza constituían el 36,87 % de la población.